# Kanton Moutiers-les-Mauxfaits
Kanton Moutiers-les-Mauxfaits (fr. Canton de Moutiers-les-Mauxfaits) je francouzský kanton v departementu Vendée v regionu Pays de la Loire. Tvoří ho 13 obcí.

## Obce kantonu
- Angles
- La Boissière-des-Landes
- Le Champ-Saint-Père
- Curzon
- La Faute-sur-Mer
- Le Givre
- La Jonchère
- Moutiers-les-Mauxfaits
- Saint-Avaugourd-des-Landes
- Saint-Benoist-sur-Mer
- Saint-Cyr-en-Talmondais
- Saint-Vincent-sur-Graon
- La Tranche-sur-Mer